# Димитриос Вулгарис
Димитриос Вулгарис (на гръцки: Δημήτριος Βούλγαρης) е новогръцки политик от XIX век, осем пъти министър-председател на Гърция. Носи прякора „Артаксеркс“. Има екстравагантен начин на обличане, като отрича костюма, и изповядва и ориенталска управленска философия, заради която е нарочен от своите политически врагове за най-корумпирания новогръцки политик.

## Биография
Димитриос Вулгарис е родом от остров Идра. Той става член на Френската партия и доверено лице на Йоанис Колетис, а след смъртта на последния става член на Английската партия, оглавявайки вътрешнопартийната опозиция на Александрос Маврокордатос. Носи името на дядо си по бащина линия, който се е казвал Димитриос и е известен като Димос Вулгарис. Баба му по бащина линия е Елени Гика, представителка на видната фанариотска фамилия Гика. Баща му Георгиос Вулгарис е моряк и командир в състава на османския флот. Георгиос е кандидат за капудан паша и взема участие в кампаниите срещу Осман Пазвантоглу в Румелия и срещу египетския поход на Наполеон Бонапарт.  За заслуги османският султан му предоставя във владение-апанаж остров Ангистри. По време на руско-турската война (1806 – 1812) баща му не оказва съпротива на действията на руската флота в Егейско море, поради което е осъден, а впоследствие и амнистиран, като успява да опази Архипелага от плячкосване от силите на Вели паша. Майка му Мария Гика също е представителка на видния фанариотски род Гика.

## Политическа дейност
Димитриос Вулгарис е в решителна опозиция на Йоан Каподистрия. Преди това не взема почти никакво участие във Войната за независимост, но по време Гръцката гражданска война е военен министър в правителството на Александрос Маврокордатос.
След завръщането на Йоанис Колетис от изгнание в Париж, е министър на флота в първото конституционно гръцко правителство. Сближава се с Колетис и става член на така наречената Френска партия и минава в опозиция на Маврокордатос. Остава такъв и след смъртта на Колетис в следващото правителство на Кицос Тзавеллас. В правителството на Константинос Канарис от така наречената Руска партия е министър на финансите, като след събитията последвали Пролетта на народите напуска политиката през април 1849 година.

## Начело на Гърция
Избухването на Кримската война поставя Гърция в сложна вътрешна и външна ситуация. Като цяло гръцкото обществено мнение е настроено решително в полза на Русия.
Вулгарис е компромисна фигура и приемлив за крал Отон I Гръцки, понеже е лоялен към династията, като същевременно е с произход из средите на старата клика. Въпреки това, Вулгарис не успява да предотврати последвалите събития и абдикацията на Отон. В крайна сметка застава в решителна опозиция както срещу авторитаризма на Отон, така и срещу радикалните действия на Теодорос Гривас във Воница, влизайки в тричленката с Константинос Канарис и Руфос Бенизелос, която успява са предотврати нова гражданска война в Гърция. Гривас, вдигайки бунт срещу краля, заповядва и ареста на 25 видни фигури от гръцкия политически живот, сред които е и Вулгарис, нарочен за корумпиран. Вулгарис предприема контрадействия и възглавява военната опозиция срещу заговорниците, заставяйки начело на гръцките артилеристи в техните казарми в нощта на 10 октомври 1862 година. 
В годините до смъртта си става най-известният играч на гръцката политическа сцена. Обвинен е от правителството на Александрос Кумундурос в симония и е обявен от новата демократична преса в страната за „най-корумпирания гръцки политик на всички времена“. Често е окарикатуряван, заради екстравагантния си външен вид.
Племенникът му Петрос Вулгарис е морски офицер.